# ماكس فون براندت
ماكس فون براندت (بالألمانية: Max von Brandt)‏ هو صحفي الرأي ودبلوماسي ألماني، ولد في 8 أكتوبر 1835 في برلين في ألمانيا، وتوفي في 24 أغسطس 1920 في فايمار في ألمانيا.